# An-Nāziʿāt
An-Nāziʿāt, arabisch النازعات an-Nāziʿāt ‚Die entreißen‘; ‚Die ausziehen‘, ist die 79. Sure des Korans, sie enthält 46 Verse.  Die Sure gehört zu den frühen Teilen des Korans, die in Mekka offenbart wurden (610–615). Ihr Titel bezieht sich auf den ersten Vers.
Die ersten fünf Verse der Sure bestehen aus einer Reihe von Schwüren, deren Subjekt ungenannt bleibt: „Bei denen, die mit Gewalt entreißen, und denen, die mit Leichtigkeit herausziehen...“ Hierzu gibt es verschiedene Interpretationen: Gemeint sind entweder die Engel, welche die Seelen der Menschen entreißen, die Sterne, die ihre Bahnen ziehen, die Seelen der Menschen, die schwere Sterbestunde erleiden, die Pferde der Krieger, die kraftvoll am Zügel ziehen, oder die Krieger selbst.
Thematisch zerfällt diese Sure in drei Teile, wobei sowohl der Beginn (Verse 1–14) als auch der Schlussteil (Verse 27–46) sich mit der Auferstehung der Toten und dem Jüngsten Gericht befassen. Der Anfangsteil erwähnt zwei Erdbeben als Ankündigung der Auferstehung, während der Schlussteil eindringlich vor der Vergeltung Gottes warnt. Der Mittelteil (Verse 15–26) erzählt eine kurze Fassung der Geschichte von Moses und seiner Auseinandersetzung mit dem Pharao.